# Johnny Cox
Johnny W. Cox (Neon, 1º novembre 1936) è un ex cestista statunitense, professionista nella ABL e nella NBA.

## Carriera
Venne selezionato dai New York Knicks al quarto giro del Draft NBA 1958 (27ª scelta assoluta) e, nuovamente, al quarto giro del Draft NBA 1959 (28ª scelta assoluta).

## Palmarès
- Campione NCAA (1958)
- NCAA AP All-America First Team (1959)
- Campione ABL (1962)
- All-ABL Second Team (1962)